# Tokyo Station
Tokyo Station è un romanzo di Martin Cruz Smith pubblicato nel 2002.

## Trama
Il romanzo è ambientato in Giappone durante il 1941. Harry Niles, uomo di trent'anni gestisce con successo un night club nella città di Tokyo. Harry è figlio di missionari americani e fin da bambino è sempre vissuto in bilico tra le due culture. Allo stesso modo è diviso tra l'amore per Michiko e quello della connazionale Alice. Alla vigilia dell'attacco di Pearl Harbor e dell'inizio della guerra, decide di rischiare grosso ed entra nello spionaggio. Harry però ha anche un nemico: Ishigami, guerriero formidabile quanto crudele, che da anni lo insegue alla ricerca di una vendetta.